# Кватчинське сільське поселення
Кватчи́нське сільське поселення (рос. Кватчинское сельское поселение) — муніципальне утворення в складі Можгинського району Удмуртії, Росія. Адміністративний центр — присілок Кватчі.
Населення — 2018 осіб (2015; 2107 в 2012, 2123 в 2010).
До складу поселення входять такі населені пункти:
| Населений пункт           | Населення, осіб (2010) | Населення, осіб (2012) |
| ------------------------- | ---------------------- | ---------------------- |
| Водзя, присілок           | 222                    | 225                    |
| Гущино, присілок          | 8                      | 8                      |
| Кватчі, присілок          | 737                    | 734                    |
| Нижній Вішур, присілок    | 557                    | 547                    |
| Старий Березняк, присілок | 474                    | 466                    |
| Чежебаш, присілок         | 104                    | 106                    |
| Чежесть-Каксі, присілок   | 21                     | 21                     |

В поселенні діють 3 середні школи та 3 садочки (Кватчи, Нижній Вішур, Старий Березняк), 4 фельдшерсько-акушерських пункти, 3 клуби, 3 бібліотеки.
Серед промислових підприємств працюють СПК колгоспи «Зоря» та «Червоний Жовтень», ТОВ «Істок», ВАТ МСІС.